# 松尾省三
松尾 省三（まつお しょうぞう、1973年生 ）は、日本の実業家。
biid株式会社を中核企業に構成されるbiid international株式会社、biid investment株式会社、大阪北港マリーナ、ちょっとヨットビーチマリーナ江ノ島、横浜港ボートパーク、アイランドイン小豆島のbiid グループの創業者兼代表取締役社長。さらに、セーリングを中心としたマリンスポーツの普及と青少年育成を行う一般社団法人日本海洋教育スポーツ振興協会代表理事、ちょっとヨットマリーナビーチ事業協同組合代表理事、ちょっとヨットビーチクラブ代表者をつとめる。2025年4月に開催される大阪万博において水上交通の要となる中之島GATEターミナルの運営にも携わる。

## 経歴
- 1973年 - 愛媛県新居浜市生まれ
- 1991年 - 愛媛県立西条高等学校卒業
- 1995年 - 青山学院大学卒業